# Lapparentophis
Il lapparentofide (gen. Lapparentophis) è un rettile estinto, appartenente agli ofidi. Visse tra il Cretaceo inferiore e il Cretaceo superiore (Albiano - Cenomaniano, circa 105 - 95 milioni di anni fa) e i suoi resti fossili sono stati ritrovati in Africa.

## Descrizione
Questo serpente è noto solo per vertebre isolate, ed è quindi impossibile ricostruirne fedelmente l'aspetto. Le vertebre, in ogni caso, sembrano indicare un animale dal corpo corto e forse dotato ancora di zampe. Le prezigapofisi erano alte, simili a quelle delle lucertole; zigosfeno e zigantro erano di piccole dimensioni, ancora una volta simili a quelli degli squamati dotati di zampe. 

## Classificazione
Lapparentophis venne descritto per la prima volta da Robert Hoffstetter nel 1959, sulla base di una singola vertebra rinvenuta in terreni risalenti al Cenomaniano inferiore  nella zona di In Akhamil in Algeria; la specie tipo è Lapparentophis defrennei. A questa specie sono state attribuite altre vertebre rinvenute nella zona di El Kohol, sempre in Algeria. Dai sedimenti del Cenomaniano del Kem Kem in Marocco proviene invece L. ragei, descritta nel 2019 sulla base di due vertebre, distinta dalla specie tipo per le dimensioni minori, le vertebre più allungate, la presenza di forami parazigosfenali e paradiapofisi che si estendono anteroventralmente più vicino al cotile. Altre vertebre simili sono state ritrovate in Sudan.
Sembra che Lapparentophis facesse parte di una radiazione evolutiva ancestrale di serpenti o di squamati affini ai serpenti, di cui farebbe parte anche l'enigmatico Pouitella del Cenomaniano della Francia.

## Paleoecologia
Le vertebre di Lapparentophis mancano delle specializzazioni tipiche dei serpenti acquatici come invece avviene per l'affine Simoliophis, ed è probabile che Lapparentophis fosse quindi un serpente dalle abitudini terrestri, contrariamente a molti altri serpenti arcaici del Cretaceo.